# 青林水库
青林水库是中国湖北省随州市境内的一座水库，位于汉水支流漳河上，建于1978年。水库正常库容为733万立方米，集雨面积为16.5平方千米，海拔为148.6米。